# Dalmatiëklokje
Dalmatiëklokje (Campanula portenschlagiana) is een plantensoort uit de klokjesfamilie (Campanulaceae).

## Determinatie
Dalmatiëklokje is een groen- en overblijvende, kruidachtige plant. Ze bereikt een hoogte van ongeveer 10 cm. De plant bloeit van juni tot in augustus of september met veel paarsblauwe bloemen. De bloemen zijn tweeslachtig en hebben een stijl met drie stempels die niet tot nauwelijks buiten de kroon uitsteekt. De 15–20 mm lange kelkbladen staan tijdens de bloei teruggeslagen.

## Ecologie
Dalmatiëklokje komt voor op stenige standplaatsen in de volle zon of halfschaduw. Van nature komt zij voor in rotsvegetatie. In stedelijke gebieden verwilderd ze makkelijk en koloniseert vaak voegen van muurvoeten, muurvegetatie, en andere niet-betreden stenige plekken. De plant is niet vorstgevoelig. 
Bestuiving vindt plaats door kevers, vliegen, bijen, en vlinders. Ook kan bij de tweeslachtige bloemen zelfbestuiving plaatsvinden.

## Verspreiding
Het natuurlijke verspreidingsgebied van dalmatiëklokje is klein en omvat Dalmatië. Als verwilderde tuinplant is zij echter over grote delen van Europa in stedelijke gebieden ingeburgerd.

## Toepassingen

### Consumptie
De vrij kleine bladeren zijn zowel rauw als gekookt eetbaar. De milde smaak past goed in salades. Hetzelfde geldt voor de rauwe bloemen.

### Tuin
In de tuin wordt ze veel aangeplant in rotstuinen en als muurplant. Ook wordt ze wel ingezet als bodembedekker. Ze is een rijke bloeier die niet veeleisend is. Wel verlangt ze een lichte tot middelzware grond, met een goede afwatering.